# Fimfárum (kniha)
Fimfárum (1960) je kniha devatenácti humoristických pohádek, napsaná Janem Werichem. Knihu ilustroval Jiří Trnka.

## Charakteristika
Literárně se jedná o umělé pohádky stojící na přelomu mezi pohádkou a lidovým vyprávěním, některé (Líná pohádka, Splněný sen, Tři sestry a jeden prsten) mají spíše ráz rozsáhlejší anekdoty. V některých případech Werich novým způsobem převyprávěl původní pohádky české (Královna Koloběžka První, František Nebojsa), ruské (O rybáři a jeho ženě), anglické (Moře, strýčku, proč je slané?) či arabské (O třech hrbáčích z Damašku). Většina pohádek se vysmívá lidským nešvarům jako je lakota a chamtivost (Moře, strýčku, proč je slané?, Tři veteráni, Lakomá Barka ), lenost (Líná pohádka), nevěra (Fimfárum), které jsou groteskně přehnané.  Podobně jako v pohádkách bratří Čapků se také u Wericha objevují tradiční pohádkové motivy jako nadpřirozené bytosti (čert, vodník, skřítci), králové a princezny nebo symbolika čísla tři s reáliemi moderního světa (automobily, koloběžka, telefon, protialkoholní léčebna). Zajímavé je, že i záporné postavy mají sympatické vlastnosti (čert se smyslem pro humor z pohádky Až opadá listí z dubu, obři z pohádek Jak na Šumavě obři vyhynuli a Paleček jsou spíše neohrabaní a fyzicky hrubí než zlí). Velký význam hraje slovní humor a mistrovské ovládání jazyka (zejména v pohádce Chlap, děd, vnuk, pes a hrob), autor se stylizuje jako bodrý lidový vypravěč.

## Další zpracování
- Většina povídek byla filmově zpracována. Některé samostatně jako např. Koloběžka první (1984, s Dádou Patrasovou v hlavní roli), Tři veteráni (1983) atd., jiné v rámci celovečerních animovaných filmů nazvaných podle knihy Fimfárum Jana Wericha (2002), Fimfárum 2 (2006) a Fimfárum - Do třetice všeho dobrého (2011).
- V roce 1961 vyšlo Fimfárum, v interpretaci Jana Wericha, na gramofonové desce[1] a v roce 2003 jako CD.[2]

## Pohádky
1. Královna Koloběžka První
2. Fimfárum
3. O rybáři a jeho ženě
4. Jak na Šumavě obři vyhynuli
5. Až opadá listí z dubu
6. Lakomá Barka
7. Líná pohádka
8. Moře, strýčku, proč je slané?
9. Splněný sen
10. Tři sestry a jeden prsten
11. Paleček
12. František Nebojsa
13. Král měl tři syny
14. Tři veteráni
15. Pohádka o zasloužilém vrabci (v některých vydáních chybí)
16. O třech hrbáčích z Damašku
17. Rozum a štěstí (v některých vydáních chybí)
18. Chlap, děd, vnuk, pes a hrob (příběh sestavený pouze z jednoslabičných slov aneb chvála češtiny)
19. Psí starosti

## První vydání
- Autor: Jan Werich
- Nakladatelství: Československý spisovatel
- Rok vydání: 1960
- Ilustroval: Jiří Trnka v roce 1960